# Franz Straub

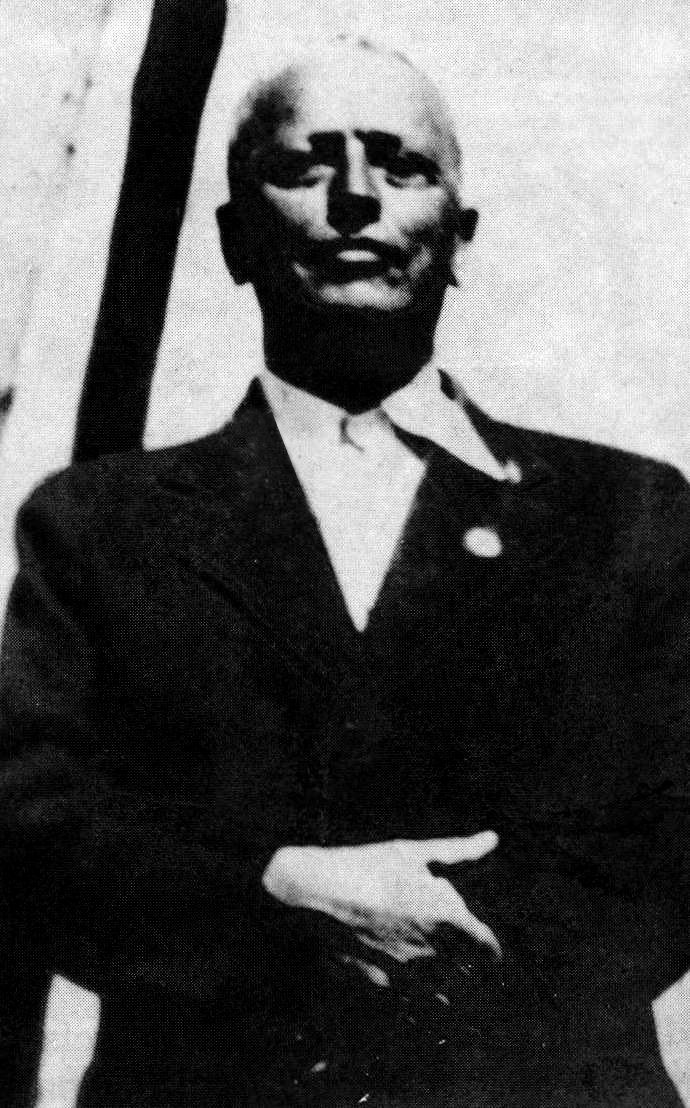
Franz Straub (um 1945)

Franz Straub (* 25. Februar 1889 in Bergrothenfels, Rothenfels; † 2. Oktober 1977 in München) war ein deutscher Polizeibeamter und SS-Führer. Er wurde unter anderem bekannt als Chef der Gestapo im deutsch besetzten Belgien in den Jahren 1940 bis 1944.

## Leben und Wirken
Nach dem Schulbesuch studierte Straub Rechtswissenschaften. 1913 trat er in den Polizeidienst ein. Nach der Machtübergabe an die Nationalsozialisten  wechselte er 1933 zur Bayerischen Politischen Polizei. Um 1936 trat Straub in die NSDAP (Mitgliedsnummer 3.651.455) und die SS (SS-Nr. 342.170) ein.
Während des Zweiten Weltkriegs amtierte Straub vom 13. Juni 1940 bis zum Rückzug der deutschen Besatzungstruppen aus Belgien im September 1944 im Rang eines Kriminaldirektors und mit der Dienstbezeichnung eines „Leiters der Gestapo beim Beauftragten des Chefs der Sicherheitspolizei und des SD“ in Brüssel als Leiter aller in Belgien eingesetzten Gestapokräfte. Organisatorisch war Straubs Gestapo als Abteilung IV bei der Dienststelle der Sicherheitspolizei und des SD in Brüssel angesiedelt, die nacheinander von Karl Hasselbacher (Juli 1940 bis September 1940), Constantin Canaris (September 1940 bis Oktober 1941), Ernst Ehlers (Oktober 1941 bis Februar 1944) und Eduard Strauch (März bis September 1944) geführt wurde.
In seiner Eigenschaft als Leiter der Gestapozentrale in Brüssel war Straub spätestens seit 1943 maßgeblich an der Organisation der Deportation der belgischen Juden beteiligt, deren Durchführung von einem speziellen Judenreferat umgesetzt wurde, das seit Ende Februar 1943 seiner Abteilung IV unterstand.
Während dieser Zeit wurde er am 20. April 1943 zum SS-Sturmbannführer befördert. Im Herbst 1944 wurde Straub als Sonderbevollmächtigter des Reichssicherheitshauptamtes mit dem Auftrag, dort einen Koordinierungsstab „zur Bekämpfung von Widerstandsgruppen für das gesamte ehemalige österreichische Staatsgebiet“ aufzubauen zur Wiener Staatspolizeileitstelle entsandt.
Zum Ende des Zweiten Weltkriegs geriet Straub in alliierte Kriegsgefangenschaft. In der Folge wurde er im Rahmen der Nürnberger Prozesse als Zeuge vernommen und seine Aussagen über die Tätigkeit der Gestapo in Belgien in einem Kommissionsbericht des Colonel Neave zusammengefasst. Aus diesem Bericht wurde in den Verhandlungen des Nürnberger Prozesses gegen die Hauptkriegsverbrecher zitiert. Bei der Vernehmung räumte Straub ein, dass von ihm fünfzig Häftlingsfolterungen bei Vernehmungen („Third degree interrogation“) angeordnet wurden.
1950 wurde Straub durch ein Brüsseler Militärgericht zu fünfzehn Jahren Zwangsarbeit verurteilt, aber bereits 1951 nach Deutschland abgeschoben. Nach seiner Wiedereinstellung in den Polizeidienst war er bis zu seiner Pensionierung als Polizeiamtmann beim Präsidium der Bayerischen Grenzpolizei tätig.